# IRights.info
iRights.info ist eine 2005 gegründete deutschsprachige Website mit Informationen zu aktuellen Entwicklungen des Urheberrechts und des Datenschutz in der digitalen Welt.

## Geschichte
Projektleiter bis Ende 2008 war Volker Grassmuck, 2009 bis 2013 Matthias Spielkamp. 2013 bis 2018 war David Pachali Redaktionsleiter des Webportals. In der Redaktion arbeiteten im Laufe der Jahre unter anderem Ilja Braun, Robert A. Gehring, David Pachali, Henry Steinhau, John H. Weitzmann und Alexander Wragge mit.
Die Entwicklung des Portals wurde von 2004 bis 2006 vom Bundesministerium für Ernährung, Landwirtschaft und Verbraucherschutz (BMELV) (früher: Bundesministerium für Verbraucherschutz, Ernährung und Landwirtschaft, BMVEL) gefördert. 2007 bis 2009 wurde das Forschungsprojekt „Arbeit 2.0 – Urheberrecht und kreatives Schaffen in der digitalen Welt“ gefördert vom Bundesministerium für Bildung und Forschung in Zusammenarbeit mit dem Institut für Informatik der Humboldt-Universität zu Berlin.

## Inhalte und Organisation
In verschiedenen Kategorien wie „Filesharing & Streaming“, „Musik & MP3“ oder „Datenschutz & Sicherheit“ werden praxisnahe Tipps zum Umgang mit urheberrechtlich geschützten Werken (Musik, Fotos, Videos, Texte etc.) gegeben und die aktuelle Rechtslage dargestellt. Außerdem verfolgt die Redaktion aktuelle Entwicklungen rund um Rechtsthemen im Netz. Alle Grafiken und Texte auf der Website stehen unter einer Creative-Commons-Lizenz.
Herausgeber sind Valie Djordjevic, Till Kreutzer, Philipp Otto und Matthias Spielkamp, Redaktionsleitung (seit August 2018) ist Valie Djordjevic.

## Kooperationsprojekte
- Arbeit 2.0 – Kreatives Schaffen in der digitalen Welt: Kooperation von iRights.info mit dem Hartware MedienKunstVerein (HMKV) Dortmund und dem Institut für Informatik der Humboldt-Universität zu Berlin. Das Projekt beleuchtete moderne Arbeitsverhältnisse von Kreativen zwischen Technik, Digitalisierung und Urheberrecht und besteht aus Branchenportraits, Ausstellung und Tagung. Der Abschlussbericht erschien Ende 2009.[1]
- „mobilsicher“ ist ein Projekt des iRights e. V. in Kooperation mit dem ITUJ e. V. und wird durch das Bundesministerium der Justiz und für Verbraucherschutz gefördert. Im Fokus stehen die Themen Datenschutz und Datensicherheit im täglichen Umgang mit mobilen Endgeräten.
- „Themenreihe zu Rechtsfragen im Netz“: Kooperation von iRights.info mit der EU-Initiative Klicksafe (Landesanstalt für Medien Nordrhein-Westfalen, LfM) zur Aufklärung von Internetusern über rechtliche Fallen im Internet.[2]
- Zusammenarbeit mit der Bundeszentrale für politische Bildung für das Dossier Urheberrecht.[3]

## Veröffentlichungen
- Nicht alles was geht, ist auch erlaubt. Broschüre von iRights und Klicksafe (Landesanstalt für Medien Nordrhein-Westfalen)
- Online-Dossier Urheberrecht. März 2008, aktualisiert 2013. Erschienen bei der Bundeszentrale für politische Bildung (BpB)
- Urheberrecht im Alltag. Kopieren, bearbeiten, selber machen. Bundeszentrale für politische Bildung (BpB) Schriftenreihe (Band 655), April 2008, 385 Seiten (Download bei bpb.de)

## Auszeichnungen
Das Portal iRights.info wurde mehrfach mit Preisen ausgezeichnet:
- 2006 Grimme Online Award in der Kategorie Information[4]
- 2008 Klicksafe-Award für Sicherheit im Internet
- 2008 .info-Award für die beste .info-Website aus Deutschland, Österreich und der Schweiz
- 2015 Lead Award Auszeichnung Independent Webmagazin[5]